# Zebra-Paket

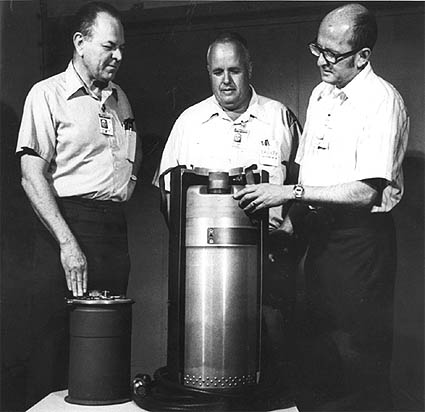
US-amerikanische Kernmine W45

Das Zebra-Paket waren 141 Minen mit Nuklearsprengköpfen, die im Kalten Krieg von der US Army an der innerdeutschen Grenze für den Fall eines Angriffs als Sperre eingeplant waren. Sie wiesen eine Sprengkraft von jeweils zwischen 0,01 und 10 Kilotonnen TNT-Äquivalent auf (Hiroshima-Bombe: ca. 13 Kilotonnen).

## Einsatz
Die Atomic Demolition Munitions sollten im Falle einer Invasion des Warschauer Pakts nach Westdeutschland innerhalb von zwei Stunden durch das V. US-Korps im Fulda Gap (114 Sprengköpfe) und im Kinzigtal (27 Sprengköpfe) in vorbereiteten Schächten zur Explosion gebracht werden, um den Gegner an Engstellen (Brücken, Autobahnen, Tunnel) aufzuhalten.
Die Vorteile des Einsatzes von Kernminen wurden in einer höheren Effizienz gesehen (weniger Personal-, Zeit- und Sprengstoffbedarf als bei herkömmlichen Sprengladungen), sowie in einer geringeren Stärke (und somit weniger Kontamination) als bei Nuklearwaffen mit Trägersystemen, da die Zielgenauigkeit kein Problem darstellt.
Die amerikanische Fernsehgesellschaft CBS produzierte 1981 den Film „Defense of the United States“ (Teil 2: „The Nuclear Battlefield“), in dem der Einsatz des Zebra-Pakets thematisiert wurde.